# Nine Inch Nails
Nine Inch Nails, comúnmente abreviada como NIN —estilizada como NIИ—, es una banda estadounidense de rock industrial, formada en Cleveland en 1988. Sus miembros son el cantautor, multiinstrumentista y productor Trent Reznor y su colaborador frecuente, Atticus Ross. Reznor fue anteriormente el único miembro permanente de la banda hasta que Ross fue oficializado en 2016. El álbum debut de la banda, Pretty Hate Machine (1989), fue lanzado a través de TVT Records. Después de discrepar con TVT sobre cómo se promocionaría el álbum, la banda firmó con Interscope Records y lanzó el EP Broken (1992), seguido de los álbumes The Downward Spiral (1994) y The Fragile (1999).
Después de una pausa, Nine Inch Nails reanudó las giras en 2005 y lanzó su cuarto álbum With Teeth (2005). Tras el lanzamiento del siguiente álbum Year Zero (2007), la banda dejó Interscope tras una disputa. Nine Inch Nails continuó de gira y lanzó de forma independiente Ghosts I–IV (2008) y The Slip (2008) antes de una segunda pausa. Su octavo álbum, Hesitation Marks (2013), fue seguido por una trilogía que consistió en los EP Not the Actual Events (2016) y Add Violence (2017) y su noveno álbum Bad Witch (2018). En 2020, Nine Inch Nails lanzó simultáneamente dos entregas más de la serie Ghosts: Ghosts V: Together y Ghosts VI: Locusts. La banda anunció una serie de nuevos proyectos en 2024 a través de su compañía multimedia With Teeth y planea embarcarse en el Peel It Back Tour en 2025.
Cuando está de gira, Reznor normalmente reúne una banda en vivo para actuar con él bajo el nombre de Nine Inch Nails. Esta banda en vivo ha variado a lo largo de las décadas, con varios miembros que se van y regresan; la formación más reciente está formada por Robin Finck —que se unió inicialmente en 1994—, Alessandro Cortini —que se unió inicialmente en 2005— e Ilan Rubin —que se unió inicialmente en 2008— junto con Reznor y Ross. Los conciertos de la banda se destacan por su amplio uso de elementos visuales temáticos, efectos especiales complejos e iluminación elaborada. Las canciones a menudo se reorganizan para adaptarse a cualquier actuación determinada, y las melodías o letras de canciones que no están programadas para ser interpretadas a veces se asimilan a otras canciones.
Nine Inch Nails ha vendido más de 20 millones de discos y ha sido nominado a 13 premios Grammy, ganando por las canciones «Wish» en 1992 y «Happiness in Slavery» en 1996. La revista Time nombró a Reznor una de sus personas más influyentes en 1997, mientras que la revista Spin lo ha descrito como «el artista más vital en la música». En 2004, la revista Rolling Stone colocó a Nine Inch Nails en el puesto n.° 94 de su lista de los 100 mejores artistas de todos los tiempos. Nine Inch Nails fue incluido en el Salón de la Fama del Rock and Roll en 2020, después de haber sido nominado en 2014 —el primer año de elegibilidad de la banda— y nuevamente en 2015.

## Historia

### 1987-1988: formación

El logotipo de la banda, diseñado por Reznor y Gary Talpas

Mientras vivía en Cleveland en 1987, Trent Reznor tocó el teclado en Exotic Birds, una banda de synth pop manejada por John Malm Jr.: 38   Reznor se hizo amigo de Malm, quien informalmente se convirtió en su mánager cuando se fue a trabajar en su propia música. En ese momento, Reznor trabajaba como ingeniero asistente y conserje en Right Track Studios. El dueño del estudio Bart Koster le concedió a Reznor acceso gratuito al estudio entre reservas para grabar demos, comentando que no le costó nada más que «un poco de desgaste en [sus] cabezales de cinta». Incapaz de encontrar una banda que pudiera articular el material como él deseaba, Reznor se inspiró en Prince para tocar todos los instrumentos él mismo excepto la batería, que programó electrónicamente. Ha seguido tocando la mayoría de las partes en las grabaciones de Nine Inch Nails desde entonces.
La primera actuación de Nine Inch Nails tuvo lugar en el Phantasy Theater en Lakewood (Ohio), el 21 de octubre de 1988. Poco después, tras su apoyo en vivo a Skinny Puppy, Reznor se propuso lanzar un sencillo de 12 pulgadas en un pequeño sello europeo. Varios sellos respondieron favorablemente al material de demostración y Reznor firmó con TVT Records. Nueve demos, grabadas en vivo en noviembre de 1988 y conocidas colectivamente como Purest Feeling, fueron lanzadas en forma revisada en el primer álbum de estudio, Pretty Hate Machine (1989).: 41   El sonido general de Purest Feeling es más ligero que el de Pretty Hate Machine; varias canciones contienen más batería y guitarra en vivo, así como un uso más intenso de samples de películas.
Reznor eligió el nombre «Nine Inch Nails» porque «se abrevia fácilmente» en lugar de por «cualquier significado literal». Han circulado otros rumores que afirman que Reznor eligió referirse a la crucifixión de Jesús con clavos de nueve pulgadas,: 57  o las uñas de nueve pulgadas de Freddy Krueger. El logotipo de Nine Inch Nails apareció por primera vez en el video musical de su sencillo debut, «Down in It». Reznor y Gary Talpas diseñaron el logotipo, inspirados en la tipografía de Tibor Kalman en el álbum Remain in Light de Talking Heads. El logotipo presenta las iniciales de la banda, con la segunda N reflejada. Talpas, nativo de Cleveland, continuó diseñando el empaque de Nine Inch Nails hasta 1997.

### 1988-1991:Pretty Hate Machine
Escrito, arreglado e interpretado por Reznor, el primer álbum de Nine Inch Nails, Pretty Hate Machine, debutó en 1989. Marcó su primera colaboración con Adrian Sherwood —quien produjo el sencillo principal «Down in It» en Londres sin conocer a Reznor cara a cara— y Mark «Flood» Ellis.: 42   Reznor le pidió a Sean Beavan que mezclara las demos de Pretty Hate Machine, que había recibido múltiples ofertas para contratos discográficos. Mezcló el sonido durante los conciertos en vivo de Nine Inch Nails durante varios años, finalmente convirtiéndose en un miembro no oficial de la banda en vivo y cantando coros en vivo desde su lugar en la consola de mezclas. La producción de Flood aparecería en cada lanzamiento importante de Nine Inch Nails hasta 1994, y Sherwood ha hecho remixes para la banda tan recientemente como en 2000. Reznor y sus coproductores ampliaron las demos de Right Track Studio agregando los sencillos «Head Like a Hole» y «Sin». Michael Azerrad de Rolling Stone describió el álbum como «ruido de fuerza industrial sobre un marco pop» y «música desgarradora pero pegadiza»; Reznor proclamó esta combinación como «una declaración sincera» de «lo que estaba en [su] cabeza en ese momento». De hecho, la canción «Down in It» pasó más de dos meses en la lista de baile de Billboard. Después de pasar ciento trece semanas en el Billboard 200, Pretty Hate Machine se convirtió en uno de los primeros discos lanzados de forma independiente en obtener la certificación de platino.

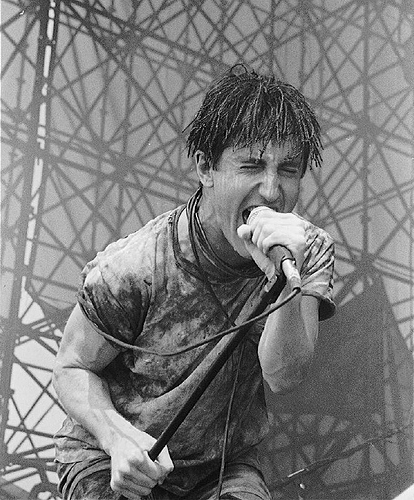
Reznor en el festival de Lollapalooza de 1991.

Se crearon tres videos musicales para promocionar el álbum. MTV transmitió los videos de «Down in It» y «Head Like a Hole», pero un video explícito de «Sin» solo se lanzó en forma parcial para Closure. La versión original del video de «Down in It» terminaba con la implicación de que el personaje de Reznor se había caído de un edificio y había muerto en la calle. Este metraje atrajo la atención del FBI.
En 1989, mientras promocionaban el álbum, se les preguntó a los miembros de la banda en qué programas les gustaría aparecer. Respondieron en broma —posiblemente mientras estaban intoxicados— que les gustaría aparecer en Dance Party USA, ya que era la opción más absurda que se les podía ocurrir en ese momento. Para su sorpresa, fueron contratados para el programa e hicieron una aparición.
En 1990, Nine Inch Nails comenzó la serie de giras Pretty Hate Machine, en la que recorrió América del Norte como acto de apertura para artistas de rock alternativo como Peter Murphy y Jesus and Mary Chain.: 41  Reznor comenzó a destrozar su equipo mientras estaba en el escenario; el entrevistador de Rockbeat, Mike Gitter, atribuyó el éxito temprano de la banda en vivo frente a audiencias orientadas al rock a esta actitud agresiva. Nine Inch Nails luego se embarcó en una gira mundial que continuó hasta el primer festival Lollapalooza en 1991.: 42 

### 1992-1993:Broken
Después de una pobre recepción europea como teloneros de Guns N' Roses, la banda regresó a los EE. UU. en medio de la presión de TVT para producir una continuación de Pretty Hate Machine. Después de descubrir que estaban obstaculizando el control de su proyecto, Reznor criticó el etiquetado de Nine Inch Nails como una banda con orientación comercial y exigió que su sello rescindiera su contrato, pero ignoraron su petición. En respuesta, Reznor comenzó a grabar en secreto bajo varios seudónimos para evitar la interferencia de la compañía discográfica. Involucrado en una disputa con TVT, firmó un contrato discográfico con Interscope Records y creó Nothing Records:

Dejamos muy claro que no íbamos a hacer otro disco para TVT. Pero ellos dejaron bastante claro que no estaban listos para vender. Así que sentí que, bueno, finalmente logré que esto funcionara, pero está muerto. Flood y yo tuvimos que grabar Broken con un nombre de banda diferente, porque si TVT descubría que estábamos grabando, podrían confiscar todo nuestro material y lanzarlo. Jimmy Iovine se involucró con Interscope y, en cierta manera, nos convirtieron en esclavos. No fue mi culpa. No sabía nada sobre Interscope. Al principio, me cabreé mucho con él porque estábamos pasando de una mala situación a otra potencialmente mala. Pero Interscope se metió en el asunto como si realmente quisieran saber lo que yo quería. Fue bueno, después de que puse en marcha mi acto de lunático delirante.: 42 

En 1992, Nine Inch Nails se trasladó a 10050 Cielo Drive, Benedict Canyon (Los Ángeles) —rebautizado como «Le Pig» por Reznor—, el lugar de los asesinatos de los Tate, cuando la «familia» de Charles Manson asesinó a Sharon Tate, esposa del conocido director de cine Roman Polanski, y cuatro de sus amigos.: 42  La banda lo utilizó para grabar Broken, un EP que fue el primer lanzamiento de Nine Inch Nails distribuido por Interscope Records y alcanzó el top 10 en el Billboard 200. En las notas del álbum, Reznor atribuyó a la banda de gira de Nine Inch Nails de 1991 como una influencia en el sonido del EP. Caracterizó a Broken como una «explosión de destrucción» basada en la guitarra, y como «mucho más duro... que Pretty Hate Machine». La inspiración para el sonido más duro vino de la forma en que la banda tocaba en vivo durante conciertos como Lollapalooza. Las canciones de Broken le valieron a Nine Inch Nails dos premios Grammy: una interpretación del primer sencillo del EP «Happiness in Slavery» de Woodstock '94, y el segundo sencillo «Wish». En referencia a recibir el premio Grammy a la mejor interpretación de metal por «Wish», Reznor bromeó diciendo que «Wish» se convirtió en «la única canción en ganar un Grammy que dice “fist fuck” en la letra». En contra de la gira del nuevo material, Reznor comenzó a vivir y grabar a tiempo completo en Le Pig, trabajando en un seguimiento libre de restricciones de su sello discográfico.: 42 
Peter Christopherson de las bandas Coil y Throbbing Gristle dirigió un video de presentación de «Wish», pero el video más controvertido del EP acompañó a «Happiness in Slavery». El video fue prohibido casi universalmente por su representación gráfica del artista de performance Bob Flanagan desnudo y acostado en una máquina que lo complace, lo tortura y luego —aparentemente— lo mata. Un tercer video de «Pinion», parcialmente incorporado en la secuencia de apertura de Alternative Nation de MTV, mostraba un inodoro que aparentemente se descarga en la boca de una persona en cautiverio. Reznor y Christopherson recopilaron los tres clips junto con imágenes de «Help Me I Am in Hell» y «Gave Up» en un video musical de larga duración titulado Broken. Representa el asesinato de un joven que es secuestrado y torturado mientras es obligado a ver los videos. Este metraje nunca fue publicado oficialmente, sino que apareció de forma encubierta entre los círculos de intercambio de cintas. Un video de actuación independiente para «Gave Up» con Richard Patrick y Marilyn Manson fue filmado en Le Pig. También se filmó una grabación en vivo de «Wish», y ambos videos aparecieron en Closure.
Broken fue seguido por el EP de remixes Fixed a fines de 1992. La única pista que quedó fuera de la versión final del lanzamiento es el remix de «Last», producido por Butch Vig —el outro del remix de «Last» se escucha en «Throw This Away», que también incluye el remix de Reznor de «Suck»—. La versión sin editar apareció en Internet como un archivo mono de 8 bits a 11 kHz, «NIN_LAST.AIFF», disponible por FTP en cyberden.com en 1993; ha sido eliminado del sitio web, pero aún se puede encontrar en redes p2p —Reznor posteriormente lo puso a disposición en mayor calidad (mp3 a 256 kbit/s) en remix.nin.com—. Vig habló más tarde sobre su remezcla mientras respondía preguntas en un foro de producción musical, diciendo «Empecé a grabar muchas partes nuevas y lo llevé en una dirección muy diferente. Cuando estuvo terminado, Trent pensó que la parte inicial de la mezcla no encajaba en el EP, así que simplemente utilizó el final. Me alegro de que esté en su sitio web. Duke y Steve trabajaron conmigo en la remezcla, en los primeros días de Garbage».

### 1993-1997:The Downward Spiral

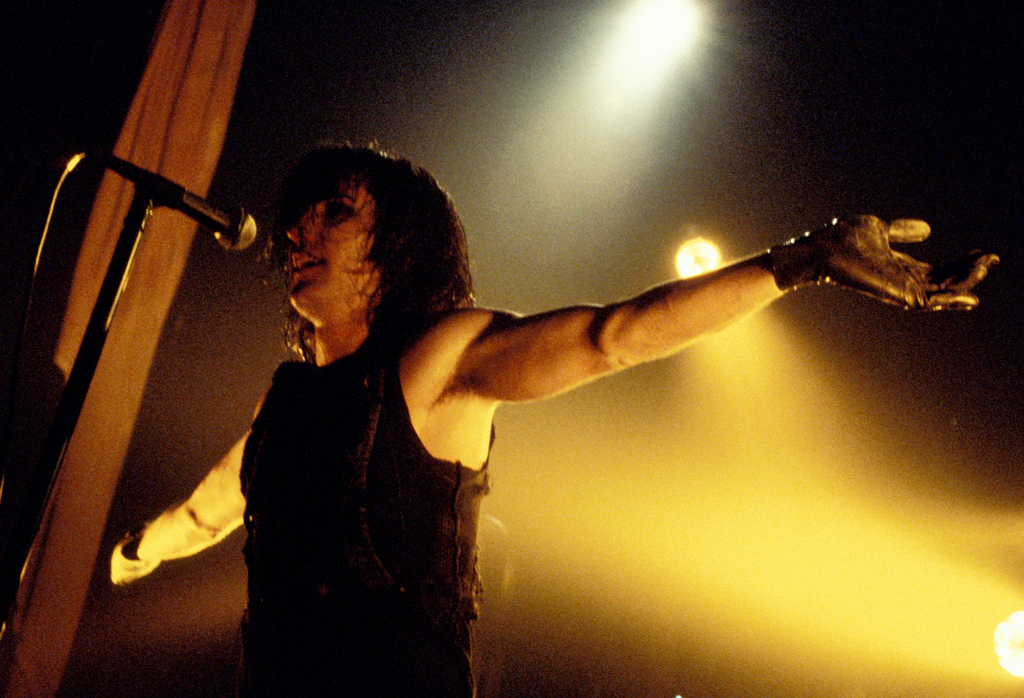
Reznor actuando durante la gira Self-Destruct, c. 1994-1995

Las primeras ideas para The Downward Spiral surgieron después de que los conciertos del festival Lollapalooza de 1991 terminaran en septiembre. Reznor elaboró los temas del álbum en letras.: 42   A pesar de elegir inicialmente grabar el álbum en Nueva Orleans, Reznor buscó y se mudó a 10050 Cielo Drive, en Los Ángeles —conocida como la Manson Murder House— alquilándolo por $11,000 por mes desde el 4 de julio de 1992, el comienzo de la realización de Broken y The Downward Spiral.
El segundo álbum de estudio de Nine Inch Nails, The Downward Spiral, entró en el Billboard 200 en el número dos, y es el más vendido de la banda en los EE. UU., más de cuatro millones de copias, entre cinco millones en todo el mundo. Influenciado por Pink Floyd y por David Bowie de los años 1970, las diversas texturas y estados de ánimo de The Downward Spiral representan el progreso mental de un protagonista. Flood coprodujo varias pistas, mientras que Alan Moulder mezcló la mayoría, y más tarde encontró tareas de producción más extensas en álbumes futuros. Reznor invitó a Sean Beavan a trabajar en The Downward Spiral. Después de contribuir a remixes de canciones de Nine Inch Nails, como «Closer», Beavan mezcló y coprodujo Antichrist Superstar de Marilyn Manson en 1996. The Downward Spiral, como Broken, fue grabado en Le Pig Studios. «March of the Pigs» y «Closer» fueron sencillos. Otras dos pistas, «Hurt» y «Piggy», aunque no fueron sencillos, fueron emitidas a la radio. También en 1994, la banda lanzó el sencillo promocional «Burn», que Reznor produjo, en la banda sonora de la película Natural Born Killers de Oliver Stone. así como una versión de la canción de Joy Division «Dead Souls» en la banda sonora de la película The Crow, que llegó al número 1 en la lista de álbumes Billboard 200.
El video musical de «Closer», dirigido por Mark Romanek, estuvo en rotación frecuente de MTV, aunque la cadena, considerándolo demasiado gráfico, censuró fuertemente el original. El video muestra eventos en un laboratorio que trata sobre religión, sexualidad, crueldad animal, política y terrorismo; las imágenes controvertidas incluyeron una mujer calva desnuda con una máscara de crucifijo, un mono atado a una cruz, la cabeza decapitada de un cerdo girando en algún tipo de máquina, un diagrama de una vulva, Reznor usando una máscara de S&M mientras se balancea en grilletes y de él usando una mordaza de bola. Una edición de radio que silencia parcialmente las letras explícitas de la canción también recibió un amplio tiempo de emisión.: 96 

Reznor lanzando un soporte de micrófono durante una actuación en el Self-Destruct Tour

Los críticos contemporáneos generalmente elogiaron The Downward Spiral, ahora clasificado entre los álbumes más importantes de la década de 1990. En 2005, Spin lo clasificó en el puesto 25 entre los «100 mejores álbumes, 1985-2005». En 2003, Rolling Stone lo clasificó en el puesto 200 entre «Los 500 mejores álbumes de todos los tiempos». Blender lo nombró el 80.º mejor álbum estadounidense. Ocupó el puesto n.º 488 en el libro The Top 500 Heavy Metal Albums of All Time de Martin Popoff. En 2001, Q nombró a The Downward Spiral como uno de los 50 álbumes más pesados de todos los tiempos; en 2010, ocupó el puesto número 102 en su lista de los 250 mejores álbumes de la vida de Q (1986-2011). Después del lanzamiento de The Downward Spiral, Reznor produjo un álbum de remezclas de acompañamiento titulado Further Down the Spiral, el único lanzamiento no importante de Nine Inch Nails en ser certificado oro en los Estados Unidos y entre los álbumes de remezclas más vendidos de todos los tiempos. Contenía contribuciones de Coil con Danny Hyde, el músico electrónico Aphex Twin, el productor Rick Rubin y el guitarrista de Jane's Addiction Dave Navarro, entre otros.
Después del lanzamiento de The Downward Spiral en 1994, la banda en vivo lo apoyó embarcándose en el Self Destruct Tour. La configuración del escenario presentaba cortinas sucias, que subían y bajaban para las imágenes que se mostraban durante canciones como «Hurt». La gira debutó con la imagen sucia y desordenada de la banda, ya que los miembros aparecieron con atuendos harapientos untados con maicena. Las actuaciones fueron violentas y caóticas, los miembros de la banda a menudo se lesionaban al atacarse entre sí, lanzándose hacia la multitud y destruyendo sus instrumentos para cerrar. La audiencia más amplia fue una actuación empapada de barro en Woodstock '94, y vista por Pay-Per-View en hasta 24 millones de hogares. Disfrutando del éxito comercial a partir de entonces, Nine Inch Nails actuó en medio de mayores valores de producción, agregando elementos visuales teatrales. Los actos de apoyo en la gira incluyeron a Jim Rose Circus y Marilyn Manson. Lanzado en 1997, el video Closure documentó los momentos destacados de la gira, incluidos videos completos en vivo de «Eraser», «Hurt» y un clip de una sola toma de «March of the Pigs» dirigido por Peter Christoperson. En 1997, Reznor también produjo la banda sonora de la película de David Lynch Lost Highway, que incluía una nueva canción de Nine Inch Nails, «The Perfect Drug». En esta época, el perfeccionismo de estudio de Reznor, sus luchas con la adicción y sus episodios de bloqueo del escritor prolongaron la producción de The Fragile.

### 1998-2002:The Fragile
Cinco años transcurrieron entre The Downward Spiral y el siguiente álbum de estudio de Nine Inch Nails, The Fragile, que salió como álbum doble en septiembre de 1999. The Fragile fue concebido haciendo que «la composición, los arreglos, la producción y el diseño de sonido... fueran la misma cosa. Una canción comenzaba con un loop de batería o un elemento visual y, finalmente, surgía una canción de ahí y esa era la canción». El productor de rock canadiense Bob Ezrin fue consultado sobre la lista de canciones del álbum; las notas del disco indican que «brindó continuidad y fluidez finales».
Tras los éxitos anteriores de la banda, la anticipación de los medios rodeó a The Fragile más de un año antes de su lanzamiento, cuando ya se lo describía como «frecuentemente retrasado». El álbum debutó en el número uno del Billboard 200, vendiendo 228 000 copias en su primera semana y recibiendo críticas generalmente positivas. Spin aclamó a The Fragile como el «álbum del año», mientras que Pitchfork Media criticó sus letras «melodramáticas». Nine Inch Nails lanzó tres sencillos comerciales del álbum en diferentes territorios: «The Day the World Went Away» en América del Norte; «We're in This Together» en la UE y Japón —en tres discos separados—; y «Into the Void» en Australia. Varias canciones del álbum se convirtieron en habituales en las estaciones de radio de rock alternativo, sin embargo, el álbum cayó al puesto número 16 y salió del Billboard Top 10 solo una semana después de su lanzamiento, lo que resultó en que la banda estableciera un récord por la mayor caída desde el número uno, que desde entonces se ha roto. Reznor financió la posterior gira por América del Norte de su propio bolsillo.
Antes del lanzamiento del álbum, la canción «Starfuckers, Inc.» provocó especulaciones en los medios sobre a quién había querido satirizar Reznor con sus mordaces letras. La crítica de Cinesexuality Patricia MacCormack interpreta la canción como un «ataque mordaz a la escena musical alternativa», en particular al examigo y protegido de Reznor, Marilyn Manson. Los dos artistas dejaron de lado sus diferencias cuando Manson apareció en el video musical de la canción, retitulado «Starsuckers, Inc.» y actuó en el escenario con Nine Inch Nails en el Madison Square Garden en 2000.
Reznor siguió a The Fragile con otro álbum de remezclas, Things Falling Apart, lanzado en noviembre de 2000 con malas críticas, unos meses después de la gira Fragility de 2000 que fue grabada y lanzada en CD, DVD y VHS en 2002 como And All That Could Have Been. Una edición de lujo del CD en vivo vino con el disco complementario Still, que contiene versiones simplificadas de canciones del catálogo de Nine Inch Nails junto con varias piezas musicales nuevas.
Durante la gira Fragility 2.0, Reznor sufrió una sobredosis de heroína en Londres en junio de 2000, lo que obligó a cancelar un concierto que iba a dar esa noche. El incidente empujó a Reznor a ingresar en rehabilitación, lo que puso a Nine Inch Nails en espera mientras intentaba desintoxicarse.
En 2002, Johnny Cash hizo una versión de «Hurt» de Nine Inch Nails para su álbum, American IV: The Man Comes Around, con gran éxito de crítica. Después de ver el video musical, que más tarde ganó un Grammy, el propio Reznor se apasionó de la versión:

Puse el video y wow... lágrimas brotaron, silencio, piel de gallina... Wow. [Sentí que] acababa de perder a mi novia, porque esa canción ya no es mía... Realmente me hizo pensar en lo poderosa que es la música como medio y forma de arte. Escribí algunas palabras y música en mi habitación como una forma de mantener la cordura, sobre un lugar sombrío y desesperado en el que me encontraba, totalmente aislado y solo. [De alguna manera] eso termina siendo reinterpretado por una leyenda de la música de una era/género radicalmente diferente y aún conserva la sinceridad y el significado: diferente, pero igual de puro.

### 2004-2006:With Teeth

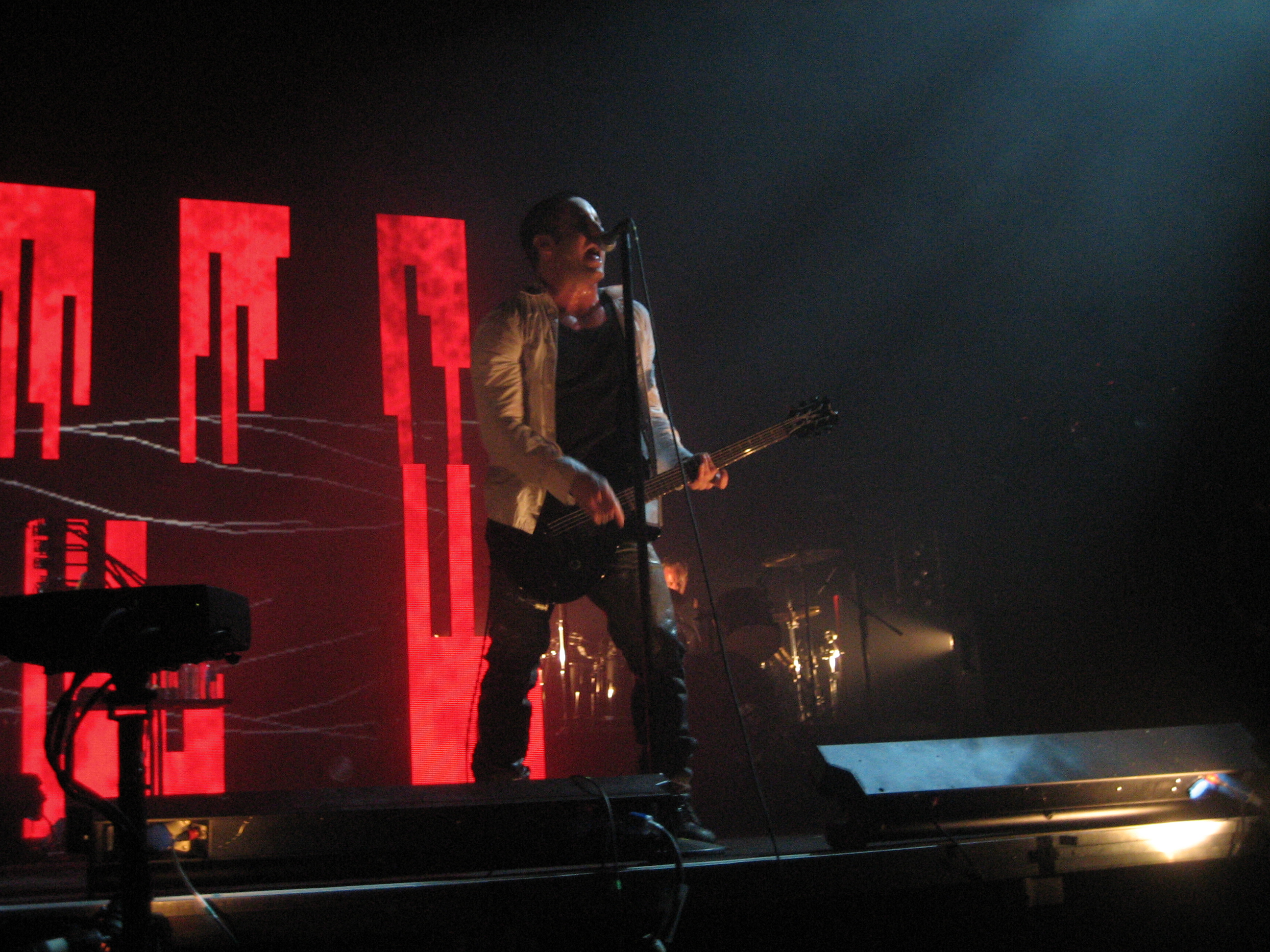
Actuación en directo durante la gira Live: With Teeth en 2006

Pasaron seis años más hasta que Nine Inch Nails lanzó su cuarto álbum de larga duración. With Teeth se lanzó en mayo de 2005, aunque se filtró antes de su fecha de lanzamiento oficial. El álbum fue escrito y grabado a lo largo de 2004 después de la batalla de Reznor con el alcoholismo y el abuso de sustancias y los problemas legales con su exmanager, John Malm Jr. With Teeth debutó en la cima del Billboard 200, el segundo reinado de Nine Inch Nails en el número uno con un álbum. El paquete del álbum carece de las típicas notas de portada; en su lugar, simplemente enumera los nombres de las canciones y los coproductores, y la URL de un póster en PDF en línea con las letras y los créditos completos. El álbum completo estuvo disponible en audio en streaming en la página oficial de MySpace de la banda antes de su fecha de lanzamiento.
La recepción crítica del álbum fue mayoritariamente positiva: Rob Sheffield de Rolling Stone describió el álbum como «Nine Inch Nails clásico». PopMatters condenó el álbum, afirmando que Reznor «se quedó sin ideas».
En marzo de 2005 se estrenó un video musical de la canción «The Hand That Feeds» en el sitio web oficial de Nine Inch Nails. Reznor publicó los archivos originales en formato GarageBand un mes después, lo que permitió a los fans remezclar la canción. De manera similar, publicó archivos para el segundo sencillo del álbum, «Only», en una gama más amplia de formatos, incluidos Pro Tools y ACID Pro. David Fincher dirigió un video para «Only» con imágenes generadas principalmente por computadora. El video musical planeado para su tercer sencillo, «Every Day Is Exactly the Same», fue dirigido por Francis Lawrence, pero se informó que se descartó en la etapa de posproducción. Los tres sencillos encabezaron la lista de canciones alternativas de Billboard.
Nine Inch Nails lanzó una gira por estadios de Norteamérica en otoño de 2005, con el apoyo de Queens of the Stone Age, Autolux y Death from Above 1979. Otro acto de apertura de la gira, el artista de hip hop Saul Williams, actuó en el escenario con Nine Inch Nails en el festival Voodoo Music Experience durante una aparición principal en la ciudad de Nueva Orleans azotada por el huracán, la antigua casa de Reznor. La banda en vivo Nine Inch Nails completó una gira por anfiteatros norteamericanos en el verano de 2006, junto con Bauhaus, TV on the Radio y Peaches. El documental de la gira Beside You in Time se lanzó en febrero de 2007 a través de tres formatos: DVD, HD DVD y Blu-ray Disc. El lanzamiento del video casero debutó en el número uno en las listas Billboard Top Music Videos y Billboard Comprehensive Music Videos en los Estados Unidos.

### 2006-2007:Year Zero

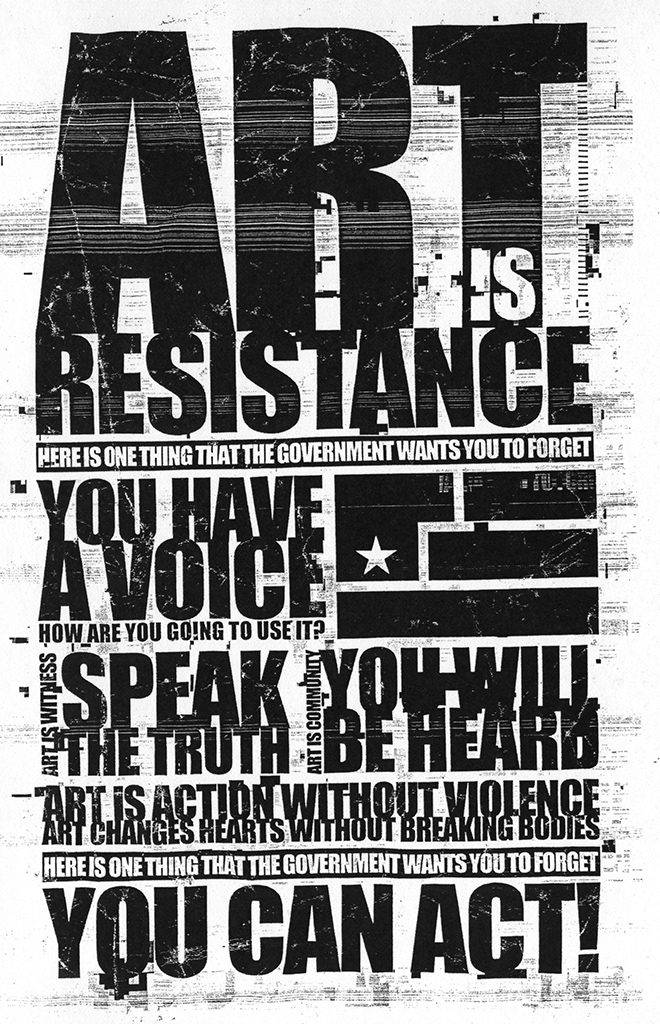
Un volante de Art is Resistance del juego de realidad alternativa Year Zero

El quinto álbum de estudio de Nine Inch Nails, Year Zero, fue lanzado el 17 de abril de 2007, solo dos años después de With Teeth, un marcado cambio en el ritmo lento del lanzamiento de álbumes anteriores. Con letras escritas desde la perspectiva de múltiples personajes ficticios, Year Zero es un álbum conceptual que critica las políticas del gobierno de los Estados Unidos y su efecto en el mundo quince años en el futuro. La respuesta crítica al álbum fue generalmente favorable, con una calificación promedio de 76% en Metacritic.
La historia tiene lugar en los Estados Unidos en 2022, que ha sido denominado «Year 0», por el gobierno, siendo el año en que Estados Unidos renació. Había sufrido varios ataques terroristas importantes, aparentemente por parte de fundamentalistas islámicos, incluidos ataques a Los Ángeles y Seattle, y en respuesta, el gobierno tomó el control absoluto del país. El gobierno es una teocracia fundamentalista cristiana, que mantiene el control de la población a través de instituciones como la Oficina de Moralidad y la Primera Iglesia Evangélica de Plano. La corporación gubernamental Cedocore distribuye la droga Parepin a través del suministro de agua, lo que hace que los estadounidenses que beben agua se sientan apáticos y despreocupados. Hay varios grupos rebeldes clandestinos, que operan principalmente en línea, en particular Art is Resistance y Solutions Backwards Initiative. En respuesta a la creciente opresión del gobierno, varios sitios web corporativos, gubernamentales y subversivos fueron transportados en el tiempo hasta el presente por un grupo de científicos que trabajaban clandestinamente contra las autoridades. Los sitios web del futuro fueron enviados al año 2007 para advertir al pueblo estadounidense del futuro distópico inminente y evitar que se formara en primer lugar.
Un juego de realidad alternativa surgió paralelo al concepto de Year Zero, ampliando su historia. Las pistas ocultas en la mercancía de la gira llevaron inicialmente a los fans a descubrir una red de sitios web ficticios dentro del juego que describen una «imagen orwelliana de los Estados Unidos alrededor del año 2022». Antes del lanzamiento de Year Zero, se encontraron canciones inéditas del álbum en unidades USB ocultas en los locales de conciertos de Nine Inch Nails en Lisboa y Barcelona, como parte del juego de realidad alternativa. La participación de los fanáticos en el juego de realidad alternativa llamó la atención de medios de comunicación como USA Today y Billboard, que han citado al sitio de fanáticos The NIN Hotline, el foro Echoing the Sound, el club de fans The Spiral y NinWiki como fuentes de nuevos descubrimientos
El primer sencillo del álbum, «Survivalism», y otras pistas de Year Zero se lanzaron como archivos de audio multipista para que los fans los remezclaran. Más tarde se lanzó un álbum de remezclas titulado Year Zero Remixed, que contiene remezclas de Year Zero de otros artistas. El álbum de remezclas fue el último lanzamiento de Nine Inch Nails en un sello discográfico importante durante más de cinco años, ya que el grupo había completado su obligación contractual con Interscope Records y no renovó su contrato. El álbum de remezclas fue acompañado por un sitio de remezclas interactivo con descargas multipista y la capacidad de publicar remezclas.
Reznor planeó una adaptación cinematográfica del álbum y señaló que Year Zero era «parte de un panorama más amplio de varias cosas en las que estoy trabajando. Esencialmente, escribí la banda sonora de una película que no existe». El proyecto se trasladó al medio televisivo debido a los altos costos de Year Zero como película, luego Reznor encontró al productor de cine estadounidense Lawrence Bender y se reunió con los escritores. El 10 de agosto de 2007, Reznor anunció que llevarían el concepto a las cadenas de televisión en un intento de asegurar un acuerdo: «Estamos a punto de presentárselo a la cadena, así que estamos a un par de semanas de conocer a todas las personas principales, y veremos qué pasa». Desde que anunció por primera vez sus planes para una serie de televisión, el progreso se desaceleró, al parecer debido a la huelga del Writer's Guild de 2007-2008, pero sin embargo continuó. En 2010, se informó que la miniserie resultante, también llamada Year Zero, estaba en desarrollo con HBO y BBC Worldwide Productions, con el guion y el libreto escritos por Reznor y el escritor de Carnivàle Daniel Knauf, pero a fines de 2012 Reznor dijo que el proyecto estaba «en un estado de espera».

### 2008-2012:Ghosts I-IVyThe Slip

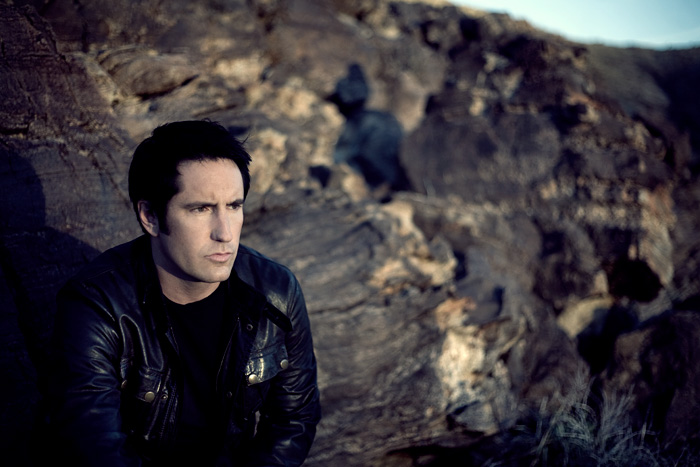
Reznor en 2008

En febrero de 2008, Reznor publicó una actualización de noticias en el sitio web de Nine Inch Nails titulada «2 weeks». El 2 de marzo, Ghosts I–IV —el primer lanzamiento del sello The Null Corporation—, un álbum instrumental de 36 pistas, estuvo disponible a través del sitio web oficial de la banda. Ghosts I–IV estuvo disponible en varios formatos y formas diferentes, que van desde una descarga gratuita del primer volumen, hasta un paquete de edición limitada Ultra-Deluxe de $300. Las 2 500 copias del paquete de $300 se agotaron en tres días. El álbum está licenciado bajo una licencia Creative Commons Attribution Non-Commercial Share Alike. El álbum fue creado de manera improvisada durante un período de diez semanas y los colaboradores incluyeron a Atticus Ross, Alan Moulder, Alessandro Cortini, Adrian Belew y Brian Viglione.
Similar al anunció que finalmente llevó al lanzamiento de Ghosts I-IV, una publicación en el sitio web de la banda en abril de 2008 decía «2 weeks!» El 5 de mayo, Nine Inch Nails lanzó The Slip a través de su sitio web sin ningún tipo de publicidad o promoción. El álbum se puso a disposición para su descarga gratuita con un mensaje de Reznor, «este corre por mi cuenta», protegido bajo la misma licencia Creative Commons que Ghosts, y ha visto descargas individuales que superan los 1,4 millones. Desde entonces, The Slip ha sido lanzado en CD como un conjunto de edición limitada de 250 000.
Desde el lanzamiento de Ghosts I-IV y The Slip, se anunció una gira de 25 fechas titulada Lights in the Sky, en varias ciudades de América del Norte, y luego se amplió para incluir varias fechas más en América del Norte, así como fechas en América del Sur. Cortini y Josh Freese regresaron como miembros de la gira anterior, mientras que Robin Finck se reincorporó a la banda y Justin Meldal-Johnsen se sumó al bajo. Freese y Cortini dejaron la banda en vivo, pero se convirtió en un cuarteto con la incorporación de Ilan Rubin en la batería.
El 7 de enero de 2009, Reznor subió material de archivo sin editar en calidad HD de tres shows como una descarga de más de 400 GB a través de BitTorrent. En una respuesta inmediata, una organización de fans conocida como This One Is On Us descargó rápidamente los datos y comenzó a ensamblar el material junto con sus propias grabaciones de video para crear una película digital profesional de tres partes, seguida de un lanzamiento físico creado «por fans para fans». Este documental de la gira se conoció colectivamente como Another Version of the Truth y se lanzó a fines de diciembre de 2009 hasta febrero de 2010 a través de tres formatos: DVD, Blu-ray Disc y BitTorrent. Hasta la fecha, el grupo y el proyecto han recibido una atención significativa de los medios de comunicación como USA Today, Rolling Stone, Techdirt y Pitchfork TV, y cuenta con el apoyo tanto de Reznor como de la comunidad de fans con proyecciones en cines en todo el mundo. El director artístico y webmaster de Nine Inch Nails, Rob Sheridan, señaló en el sitio web oficial de la banda:

Este es otro ejemplo de una base de fans devota y una política de apertura que se combinan para llenar los espacios vacíos que dejan las viejas barreras de los medios. Todo el equipo de NIN está absolutamente encantado de que tratar a nuestros fans con respeto y nutrir su creatividad haya llevado a una avalancha tan abrumadora de contenido increíble, y que ahora tengamos un recuerdo de tan alta calidad de nuestra gira más ambiciosa hasta la fecha.

Nine Inch Nails Revenge, un juego de ritmo exclusivo para iPhone/iPod Touch desarrollado por Tapulous, fue lanzado el 8 de marzo de 2009 —cinco meses después de que la compañía anunciara el desarrollo del juego—. Esta entrega de la franquicia de videojuegos Tap Tap tenía como tema a Nine Inch Nails e incluía pistas de Ghosts I–IV y The Slip. Partes del álbum Ghosts I-IV también se usaron para hacer la banda sonora del documental Citizenfour.

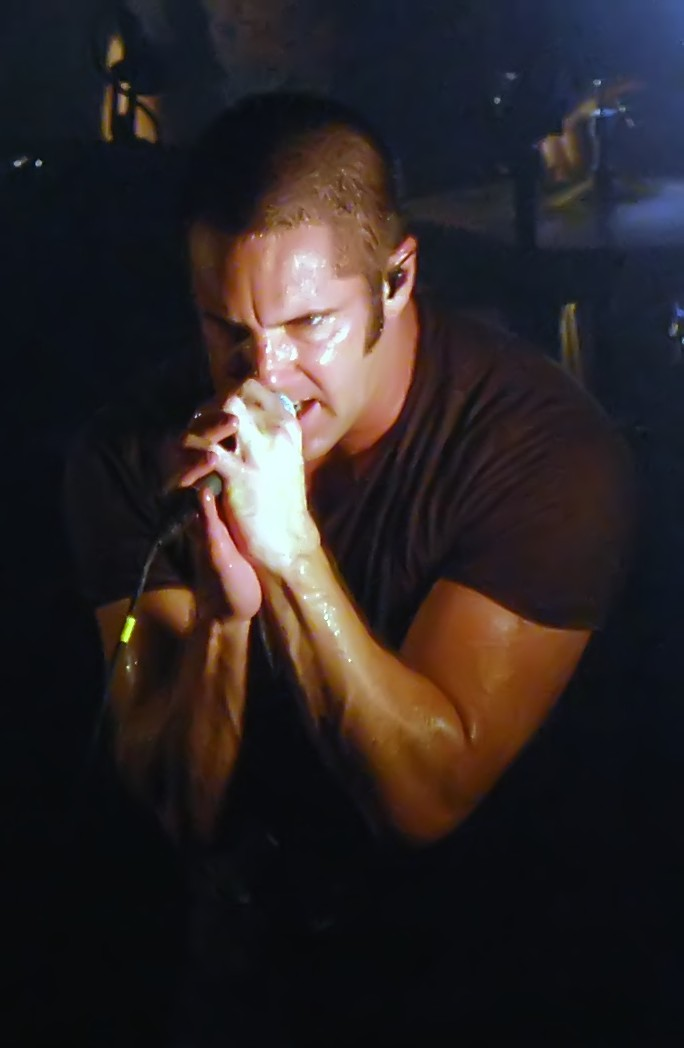
Reznor presentándose en la Music Box en Hollywood el 8 de septiembre de 2009

En febrero de 2009, Reznor publicó sus pensamientos sobre el futuro de Nine Inch Nails en su sitio web oficial, afirmando que «he estado pensando desde hace algún tiempo que es hora de hacer que NIN desaparezca por un tiempo». Reznor aclaró que «no ha terminado de crear música bajo el nombre, pero que Nine Inch Nails ha terminado de hacer giras en el futuro previsible». La gira «Wave Goodbye» concluyó el 10 de septiembre de 2009 en el Teatro Wiltern de Los Ángeles. Reznor posteriormente lanzó dos canciones bajo el nombre de Nine Inch Nails: la canción principal de la película Tetsuo: The Bullet Man, y una versión de «Zoo Station» de U2, incluida en el álbum tributo a Achtung Baby AHK-toong BAY-bi Covered.
En 2009, Reznor se casó con Mariqueen Maandig, y formó un proyecto con Maandig y Atticus Ross llamado How to Destroy Angels. Su primer lanzamiento, un EP homónimo de seis canciones, estuvo disponible para descarga gratuita en junio de 2010. La siguiente colaboración de Reznor con Ross fue coescribir y producir la banda sonora oficial de la película de 2010 de David Fincher, The Social Network. Reznor y Ross recibieron dos premios por la banda sonora, un Globo de Oro de 2010 a la mejor banda sonora original para una película, y un Óscar de 2010 a la mejor banda sonora original. Reznor y Ross colaboraron nuevamente con Fincher para la banda sonora oficial de la adaptación estadounidense de la novela The Girl with the Dragon Tattoo, estrenada en diciembre de 2011, y luego nuevamente en la película de Fincher de 2014, Gone Girl.
En julio de 2012, Reznor se asoció con el desarrollador de videojuegos Treyarch para componer la música de Call of Duty: Black Ops II. Más tarde ese año, Reznor volvió a trabajar con Atticus Ross junto con Alessandro Cortini en un remix de la canción «Destroyer» de Telepathe. Reznor también apareció en un documental llamado «Sound City» dirigido por Dave Grohl, además de coescribir e interpretar la canción «Mantra» con Grohl y Josh Homme. Esto llevó a una mayor colaboración con Reznor y Homme en el álbum de 2013 de Queens of the Stone Age titulado ...Like Clockwork. Reznor contribuyó con la voz y la programación de batería de la canción «Kalopsia» y la voz en «Fairweather Friends» junto con Elton John en piano y voz. En octubre se anunció un proyecto con Dr. Dre y Beats Electronics que Reznor escribió que «probablemente no era lo que esperaban [de mí]». El proyecto se llamó «Daisy»; un servicio de música digital se anunció en enero de 2013. No fue hasta enero de 2014 que el servicio se lanzó por completo, con Reznor como director creativo.

### 2012-2014:Hesitation Marks
En una entrevista con BBC Radio 1, Reznor indicó que escribiría durante la mayor parte de 2012 con Nine Inch Nails «en mente». Reznor finalmente confirmó que estaba trabajando en nuevo material de Nine Inch Nails y que podría volver a actuar en vivo. En febrero de 2013, Reznor anunció el regreso de Nine Inch Nails y reveló la gira Twenty Thirteen. También reveló que la nueva formación de la banda incluiría a Eric Avery de Jane's Addiction, Adrian Belew de King Crimson y Josh Eustis de Telefon Tel Aviv, así como a los miembros que regresan Alessandro Cortini e Ilan Rubin. Sin embargo, tanto Avery como Belew abandonarían la banda de gira antes de que comenzaran las actuaciones, con el exmiembro Robin Finck regresando en su lugar.
El 28 de mayo, Nine Inch Nails completó un nuevo álbum. Lanzado el 3 de septiembre, Hesitation Marks incorporó ritmos que recordaban a lanzamientos anteriores, pero era más expansivo y teatral. Además del recientemente fallecido Adrian Belew, Reznor contrató al bajista Pino Palladino junto con Todd Rundgren y Lindsey Buckingham de Fleetwood Mac para lograr varios elementos de art rock.

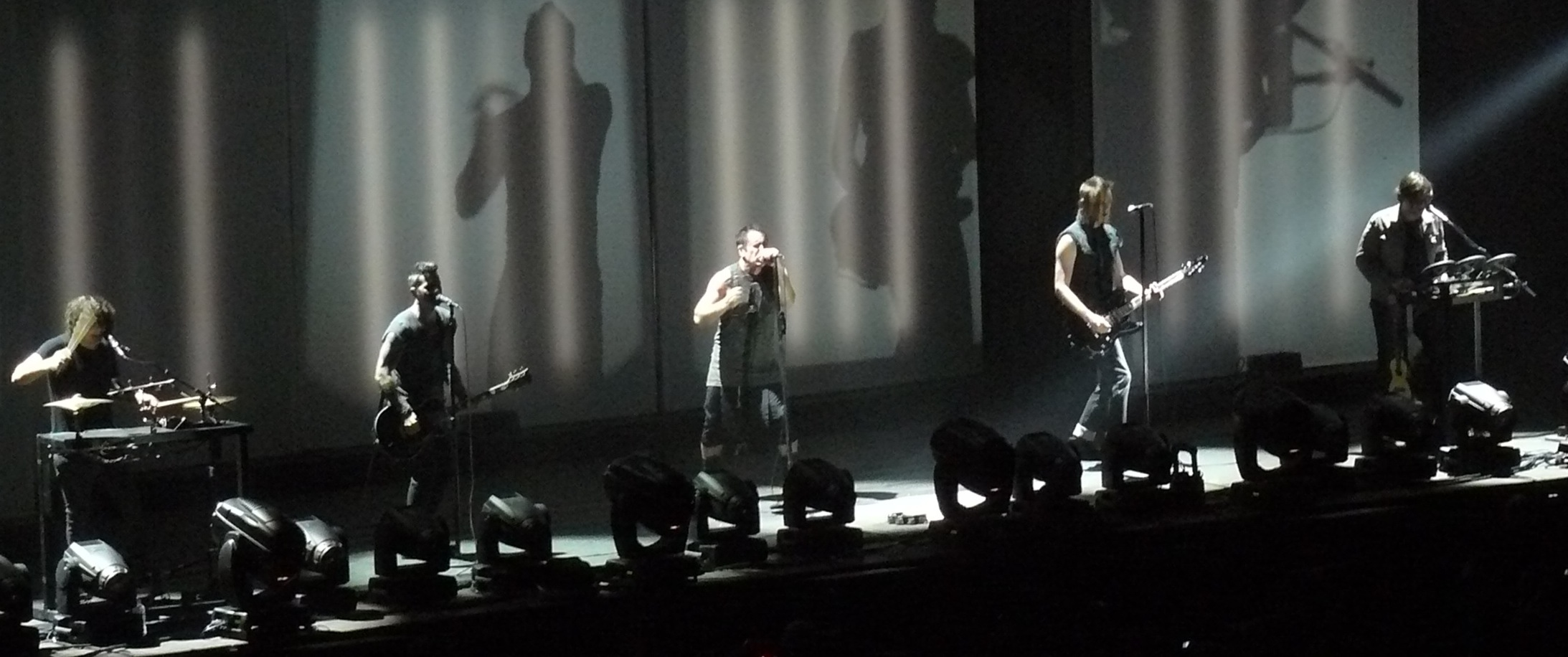
La banda presentándose en el Mediolanum Forum en Milán en 2013, (de izquierda a derecha): el baterista Ilan Rubin, bajista Joshua Eustis, cantante Trent Reznor, guitarrista Robin Finck y tecladista Alessandro Cortini.

El álbum produjo tres sencillos, todos lanzados antes del álbum en sí. «Came Back Haunted» fue lanzado el 6 de junio, con un video musical que lo acompañaba con una advertencia sobre ataques epilépticos. El segundo sencillo, «Copy of A», fue lanzado el 12 de agosto de forma gratuita para los titulares de cuentas de Amazon.com de EE. UU. y el Reino Unido. «Everything» fue el tercer y último sencillo, grabado durante las sesiones para el álbum de grandes éxitos de Nine Inch Nails. Las sesiones dieron paso a más canciones que terminaron dando lugar al álbum completo.
En julio, el Twenty Thirteen Tour estaba en marcha, comenzando con una serie de apariciones en festivales que incluyeron el Fuji Rock Festival y los festivales Pukkelpop, Hockenheim, Rock'n'Heim de Alemania y Reading and Leeds en agosto. La etapa norteamericana de la gira Tension 2013 se desarrolló de septiembre a noviembre y agregó a Palladino, Lisa Fischer y Sharlotte Gibson a la alineación con Godspeed You! Black Emperor y Explosions in the Sky como actos de apertura. Esta etapa de la gira fue documentada y lanzada en la primavera como Nine Inch Nails Tension 2013.
En 2014, la banda extendió su gira mundial como un cuarteto. La nueva formación incluyó a colaboradores anteriores, Ilan Rubin, Alessandro Cortini y Robin Finck. A la banda se unió Queens of the Stone Age para la gira por Australia y Nueva Zelanda, durante la cual un lanzamiento de moneda cada noche determinaba quién abría. La gira cerró en Europa con el grupo de synth pop Cold Cave como teloneros. Después de un descanso de un mes, Nine Inch Nails volvió a salir a la carretera en una gira conjunta con Soundgarden. El viaje de veintitrés días se extendió por todo Estados Unidos continental, con el grupo de hip hop experimental Death Grips programado para abrir la mayoría de los shows. Dos semanas antes de la gira, Death Grips anunció su separación y canceló todos los shows en vivo posteriores. Oneohtrix Point Never, The Dillinger Escape Plan y Cold Cave reemplazaron a Death Grips por separado para la gira.
En 2014, su primer año de elegibilidad, Nine Inch Nails fue nominado para la inducción al Salón de la Fama del Rock and Roll junto con otros catorce candidatos. Si bien no fueron incluidos ese año, la banda quedó en segundo lugar en la votación de los fanáticos de los nominados al Salón de la Fama del Rock and Roll de 2015. En 2015, Nine Inch Nails fue nominado nuevamente para el Salón de la Fama del Rock and Roll. Sin embargo, una vez más no fueron incluidos.
En junio de 2015, Nine Inch Nails lanzó versiones instrumentales de The Fragile y With Teeth para transmitir exclusivamente en Apple Music, un servicio del cual Reznor es director creativo en jefe. En una entrevista para promocionar el servicio, Reznor mencionó que había comenzado a «jugar con algunas cosas» en relación con un nuevo álbum de Nine Inch Nails, afirmando que «no es un disco que esté tratando de terminar en un mes. Es más bien tantear en la oscuridad y ver qué suena interesante». En diciembre de 2015, Reznor informó que «Nine Inch Nails regresará en 2016».

### 2016-2019:The Trilogy (Not the Actual Events / Add Violence / Bad Witch)
En octubre de 2016, en respuesta a la pregunta de un fan sobre la falta de nueva música de Nine Inch Nails, Reznor respondió con «2016 aún no ha terminado». En diciembre de 2016, Reznor comentó sobre su declaración sobre el regreso de Nine Inch Nails para fin de año: «Esas palabras salieron de mi boca, ¿no? ... Solo espera y verás qué pasa». Tres días después, Reznor anuncio un EP llamado Not the Actual Events, junto con reediciones de Broken, The Downward Spiral, y The Fragile, con reediciones posteriores de With Teeth, Year Zero, y The Slip que se lanzarán más adelante en 2017, sin embargo, estos planes fracasaron. También se anunció The Fragile: Deviations 1, que comprendía treinta y siete pistas instrumentales, alternativas e inéditas, muchas de las cuales nunca se habían escuchado antes en ningún lado. Not the Actual Events fue lanzado el 23 de diciembre de 2016, y los fanáticos que lo reservaron recibieron sus enlaces de descarga un día antes. También se reveló que Atticus Ross era un miembro oficial de tiempo completo de la banda, el primer miembro además de Reznor en ser agregado a la banda.
A principios de 2017, la banda anunció tres fechas principales en festivales en América del Norte. En enero de 2017, la banda anunció que actuaría en el Panorama Music Festival en Nueva York el 30 de julio. El 21 de marzo, la banda anunció en su página oficial de Facebook que encabezaría el día 3 del FYF Fest en Los Ángeles el 23 de julio. En la misma publicación, la banda también anunció su alineación de gira de 2017, que incluía a Reznor y Ross junto con la alineación de gira de 2014 de la banda, Robin Finck, Alessandro Cortini e Ilan Rubin. La banda apareció en la Parte 8 de la tercera temporada de Twin Peaks, interpretando su canción, «She's Gone Away».
En junio de 2017, en un correo electrónico que se envió a los clientes que esperaban pedidos de vinilo retrasados, Reznor confirmó que Not the Actual Events en realidad conformaría la primera parte de una trilogía de EP, con la segunda entrega Add Violence siendo lanzada el 21 de julio y el tercer y último EP de la trilogía a seguir en 2018. El sencillo «Less Than» fue lanzado una semana antes del lanzamiento del segundo EP.
También en 2017, se le encargó a la pareja componer la banda sonora de la próxima serie de Ken Burns The Vietnam War, y proporcionar música original y una banda sonora recopilatoria de canciones populares. Su banda sonora, que se publicó el 15 de septiembre de 2017, incluía composiciones originales y también incluía piezas reelaboradas de otras canciones de Nine Inch Nails y sus premiadas bandas sonoras para The Social Network y The Girl with the Dragon Tattoo.
La banda lanzó su noveno álbum de estudio, Bad Witch, el 22 de junio de 2018. La banda también anunció la gira «Cold and Black and Infinite 2018 North America Tour», donde realizó una gira con Jesus and Mary Chain. Para prevenir la reventa de entradas, la banda tomó la inusual medida de vender solo entradas físicas que debían comprarse en el lugar antes de los espectáculos. Reznor declaró sobre la decisión: «La promesa de un mundo mejorado por las computadoras y la conectividad en línea nos ha fallado de muchas maneras, particularmente en lo que respecta a la venta de entradas. Todo lo relacionado con el proceso apesta y todos pierden excepto el revendedor. Hemos decidido probar algo diferente que probablemente también apestará, pero de una manera diferente».
En octubre de 2019, Nine Inch Nails fue nuevamente nominado para la inducción al Salón de la Fama del Rock & Roll.

### 2020-2022:Ghosts V–VI
El 15 de enero de 2020, Nine Inch Nails fue nombrado oficialmente como miembro de la Clase de 2020 para la inducción al Salón de la Fama del Rock & Roll. Sin embargo, debido al inicio de la pandemia de COVID-19 en los Estados Unidos, la ceremonia de inducción se pospuso indefinidamente. Originalmente, solo Trent Reznor iba a ser incluido como el único miembro de tiempo completo del grupo durante la mayor parte de su historia. Después de mantener conversaciones con el Salón de la Fama del Rock & Roll, Reznor anunció que los exmiembros de la banda en vivo Chris Vrenna y Danny Lohner, así como los miembros actuales Alessandro Cortini, Ilan Rubin —la persona más joven incluida en el Salón de la Fama—, el guitarrista de larga data Robin Finck y el único otro miembro de tiempo completo de la banda, Atticus Ross, serían incluidos como miembros de Nine Inch Nails.
El 26 de marzo de 2020, Nine Inch Nails lanzó Ghosts V: Together y Ghosts VI: Locusts, su décimo y undécimo álbum de estudio y las secuelas de su álbum instrumental de 2008 Ghosts I–IV. Los álbumes se lanzaron de forma gratuita como muestra de solidaridad con los fanáticos de la banda durante la pandemia de COVID-19.
Debido a la pandemia, la ceremonia de inducción en vivo para el Salón de la Fama de 2020 se canceló el 15 de julio de 2020 y, simultáneamente, se anunció que se transmitirá un especial de inducción y estará disponible para transmisión a través de HBO y HBO Max, respectivamente, el 7 de noviembre de 2020. Mientras tanto, se creó una exhibición especial para representar la presencia de Nine Inch Nails en el Salón de la Fama que celebró su popular y embarrada actuación en Woodstock '94; se inauguró en el 26º aniversario del concierto. El 6 de noviembre de 2020, Trent Reznor y los demás miembros de Nine Inch Nails que iban a ser incluidos fueron entrevistados por el periodista David Farrier sobre la historia de la banda y sus sentimientos al ser incluidos. Luego, el 7 de noviembre, Nine Inch Nails fue incluido formalmente en el Salón de la Fama del Rock & Roll, Clase de 2020, por el ícono del punk Iggy Pop. Reznor agradeció a los fanáticos, a su familia y a todos sus numerosos colaboradores de Nine Inch Nails en su discurso de aceptación, grabado desde su casa en Beverly Hills (California).
El 6 de mayo de 2021, Nine Inch Nails lanzó una nueva canción, «Isn't Everyone» en colaboración con el grupo de noise rock HEALTH, que anteriormente había sido telonero de sus giras Lights In The Sky y Wave Goodbye. El 7 de mayo anunciaron que tocarían dos shows en Cleveland —21 y 23 de septiembre de 2021— con los Pixies para conmemorar su ingreso al Salón de la Fama del Rock and Roll, que, según la banda, serían «los únicos shows principales de NIN en 2021». Esos programas fueron cancelados el 19 de agosto de 2021 debido al aumento de casos de COVID-19 en los Estados Unidos. También en 2021, Reznor y Ross produjeron el álbum de Halsey If I Can't Have Love, I Want Power. Posteriormente, fue nominado al premio al Mejor Álbum de Música Alternativa en la 64.ª edición de los Premios Grammy.
En febrero de 2022, Nine Inch Nails anunció una breve gira por los Estados Unidos para 2022, las primeras actuaciones del grupo en casi cuatro años. Poco después se anunció una gira por el Reino Unido.
El 24 de septiembre de 2022, Nine Inch Nails actuó en su natal Cleveland por primera vez desde 2013 después de un «Día de fans de Nine Inch Nails» en el Salón de la Fama del Rock & Roll el día anterior. Durante el transcurso de la actuación, los otros seis inducidos, así como los exmiembros Richard Patrick y Charlie Clouser, se unieron a Reznor en el escenario e incluso interpretaron el éxito de Patrick en Filter, «Hey Man Nice Shot». Reznor publicó en su Discord después del espectáculo: «Cuando/si volvamos a hacer una gira, será diferente. No como la era [de la gira “Cold Black Infinite” de 2018]: se acabó».

### 2024-presente:Tron: Aresy Peel It Back Tour
El 4 de abril de 2024, Nine Inch Nails reveló sus planes de crear un proyecto con Epic Games que describieron como «algo que no es exactamente un videojuego, en el ecosistema UEFN que Epic ha construido alrededor de Fortnite», para desarrollar una serie de televisión con Christopher Storer y crear una película con Mike Flanagan. Los proyectos se estaban creando a partir de una empresa multimedia recién establecida, With Teeth, dirigida en asociación con el director artístico de la banda, John Crawford, y el productor Jonathan Pavesi. La banda también está trabajando en un cortometraje con la artista Susanne Deeken, una línea de ropa llamada Memory Fade, así como un festival de música y un nuevo sello discográfico que se lanzará junto con él.
El 10 de agosto de 2024, Reznor y Ross aparecieron en el evento para fans D23 de Disney para anunciar que Nine Inch Nails estaba produciendo la banda sonora de Tron: Ares. Se informó que la banda sonora incluiría «nuevas canciones originales» de la banda. Anteriormente, las bandas sonoras se acreditaban simplemente a Ross y Reznor, mientras que la banda sonora de Tron: Ares acreditaba específicamente a Nine Inch Nails.
Los planes para una gira titulada Peel It Back se filtraron el 13 de enero de 2025. Estas filtraciones indicaron espectáculos en agosto y septiembre en los Estados Unidos, Canadá y Europa, con entradas a la venta el 17 de enero. Las filtraciones incluyeron una publicación en Facebook para un evento del 10 de septiembre en Tampa (Florida), y una lista asociada de Ticketmaster. El 14 de enero, la banda confirmó que estaban de gira, con más detalles a seguir, pero su anuncio se detuvo debido a los incendios forestales en curso en Los Ángeles. La banda luego confirmó oficialmente la gira de verano el 22 de enero.
El 17 de julio, la banda lanzó «As Alive as You Need Me to Be» como el sencillo principal de la banda sonora de Tron: Ares. El 30 de julio, la banda anunció el regreso de Freese a la formación de gira tras el anuncio de la marcha de Rubin para unirse a Foo Fighters, quienes habían echado a Freese a principios de año. Este fue el primer cambio de formación de la banda en nueve años, el más prolongado hasta la fecha.

## Arte

### Estilo musical
Nine Inch Nails fue descrito por incorporar rock alternativo, rock industrial, dance industrial, industrial, electro-industrial, metal industrial, rock electrónico, y metal alternativo. Steve Huey de AllMusic afirma que «Nine Inch Nails fue el grupo industrial más popular de todos los tiempos y fue en gran medida responsable de llevar la música a un público masivo». Reznor nunca se ha referido a su propio trabajo como música industrial, pero admite haber tomado prestadas técnicas de bandas industriales tempranas como Throbbing Gristle y Test Dept. A pesar de la disparidad entre aquellos artistas que inicialmente operaban bajo el término «industrial» y Nine Inch Nails, se ha vuelto común en las descripciones periodísticas del trabajo de Reznor describirlo como tal. Reznor reconoció en la revista Spin que «Down in It» estaba influenciado por los primeros años de Skinny Puppy, particularmente la canción de la banda «Dig It»; otras pistas de Pretty Hate Machine y With Teeth han sido descritas como synth-pop.: 35  Al reseñar The Fragile, el crítico Steve Cooper señaló que el álbum yuxtapone géneros muy variados, como piano solo en «The Frail» y elementos de drum and bass en «Starfuckers, Inc.». La música ambient ha aparecido en algunas de las canciones de Nine Inch Nails, incluso en Ghosts I–IV —que es específicamente dark ambient—, Hesitation Marks, The Downward Spiral, The Slip, y The Fragile.
Canciones como «Wish» y «The Day the World Went Away» exhiben dinámicas escalonadas. El canto de Reznor sigue un patrón similar, pasando con frecuencia de susurros a gritos. También ha utilizado software para alterar su voz en varias canciones, como es evidente en «Starfuckers, Inc.» y «Burn». La música de la banda también contiene ocasionalmente compases complejos, en particular en «The Collector» de With Teeth y la favorita de los conciertos «March of the Pigs». Reznor utiliza ruido y distorsión en los arreglos de sus canciones e incorpora disonancia con melodía cromática y/o armonía. Todas estas técnicas se utilizan en la canción «Hurt», que contiene un tritono muy disonante tocado en la guitarra durante los versos, un B5#11, enfatizado cuando Reznor canta la undécima nota en la palabra «I» cada vez que se toca la díada si/mi#.«Closer» concluye con un motivo de piano cromático: la melodía se estrena durante el segundo verso de «Piggy» en el órgano, luego reaparece en power chords en afinación drop D a lo largo del estribillo de «Heresy», mientras que una versión invertida —ascendente— se utiliza a lo largo de «A Warm Place», y luego recurre en su estado original por última vez en «The Downward Spiral».
En The Fragile, Reznor retoma la técnica de repetir un motivo varias veces a lo largo de diferentes canciones, ya sea en un instrumento musical diferente con una armonía transpuesta o en un tempo alterado. Muchas de las canciones de Year Zero contienen un final instrumental extendido, que abarca toda la segunda mitad de «The Great Destroyer», de tres minutos de duración. La reseña de AllMusic describe el sonido mezclado con una computadora portátil del álbum: «Las guitarras aúllan contra fallas, pitidos, estallidos y manchas de ataques sónicos borrosos. La percusión se impone, distorsionada, orgánica, en bucle, atornillada, rota y rota».

### Temas líricos
Los temas líricos que se encuentran en las canciones de Nine Inch Nails se centran principalmente en exploraciones oscuras del yo que van desde la religión, la avaricia, la fama, la lujuria, la adicción, el autoengaño, el envejecimiento, el arrepentimiento y el nihilismo. Ocasionalmente, las letras se apartan de su naturaleza introspectiva para tratar un tema como la política, que es el foco de Year Zero. Tres álbumes de Nine Inch Nails son álbumes conceptuales: The Downward Spiral, The Fragile y Year Zero. El álbum With Teeth originalmente iba a ser un álbum conceptual sobre un sueño interminable que ocurre en la realidad, pero Reznor finalmente sacó esta idea del disco.

### Influencias
La primera influencia de Reznor fueron los Eagles, a quienes ha citado como inspiradores para formar una banda. Más tarde recordaría: «El primer concierto que vi fue el de los Eagles en 1976. La emoción de la noche tocó una fibra sensible en mí y recuerdo que pensé: “Algún día me encantaría estar en ese escenario”». Otra gran inspiración para la banda es Gary Numan; Reznor ha dicho que «después de escuchar “Cars” supe que quería hacer música con sintetizadores». Otras influencias incluyen Ministry y Skinny Puppy, que ayudaron a dar forma a Pretty Hate Machine de 1989. Las notas del álbum también rindieron homenaje a Public Enemy y Prince. El sencillo de 2005 «Only» ejemplifica los ritmos y sintetizadores de estilo disco extraídos de la persuasión de Numan. Otros artistas de importancia para Nine Inch Nails incluyen grupos como Depeche Mode, Queen, King Crimson, Devo, The Cure, Joy Division, U2, Bauhaus, Adam Ant, Coil, y Soft Cell. Reznor y Vrenna vieron a Jane's Addiction en vivo en 1988 durante la realización de Pretty Hate Machine y quedaron influenciados por la presentación en vivo y el sonido de rock crudo de la banda.
Reznor ha realizado giras con algunas de sus influencias, incluyendo una breve gira como teloneros de Skinny Puppy en 1988. En 1995, Nine Inch Nails se fue de gira con David Bowie, quien, junto con Pink Floyd, había sido una influencia significativa en The Downward Spiral. En 2006, Nine Inch Nails se fue de gira con Bauhaus, en su Summer Amphitheatre Tour.

## Legado

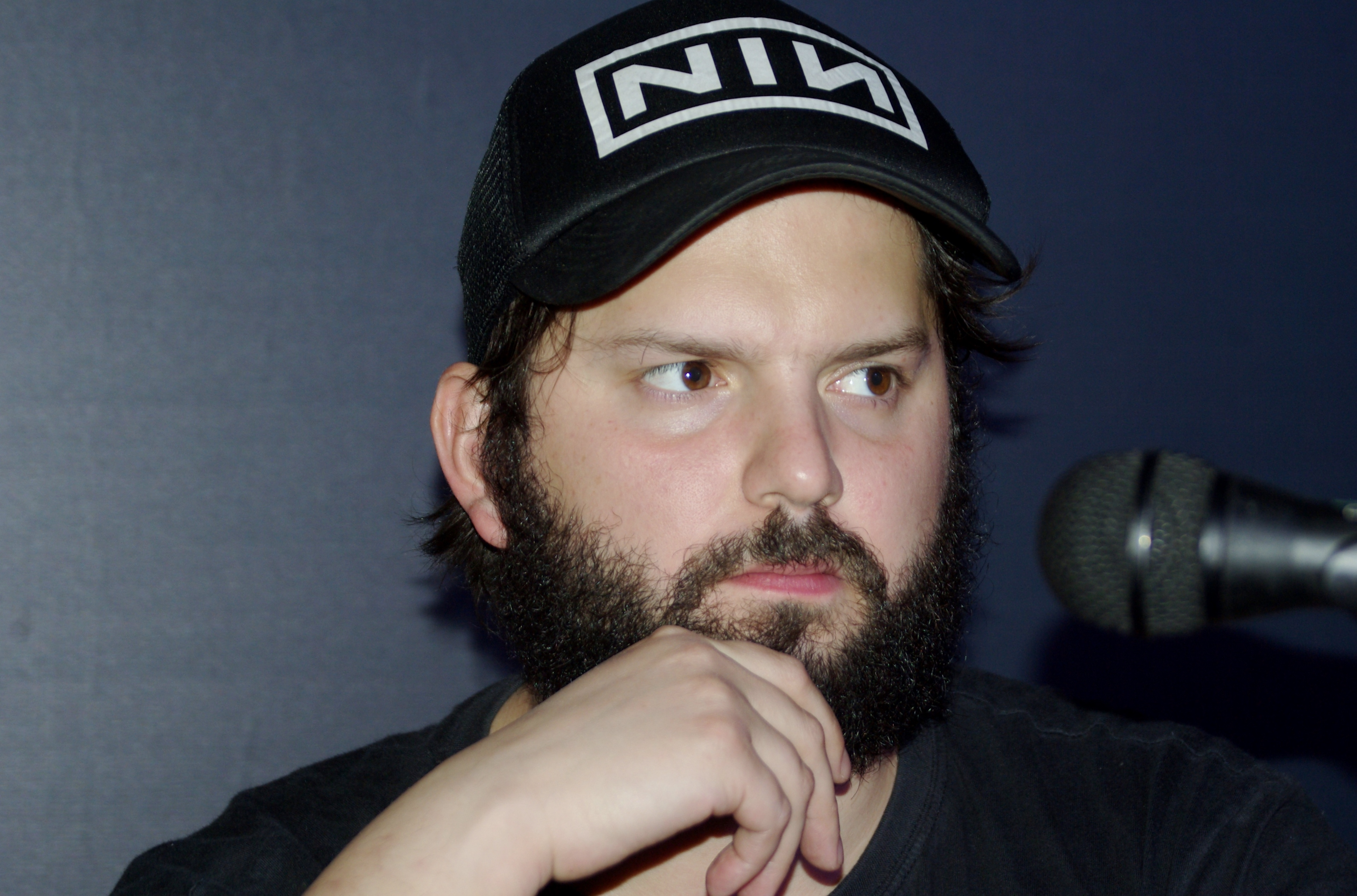
El presidente chileno Gabriel Boric vistiendo una gorra de Nine Inch Nails.

Nine Inch Nails ha influenciado a muchos artistas nuevos, que según Reznor van desde «imitaciones genéricas» que datan de su éxito inicial hasta bandas más jóvenes que se hacen eco de su estilo de una «manera más verdadera, menos imitativa». Muchos artistas y bandas citaron a Nine Inch Nails como influencia, entre ellos: Marilyn Manson —que citó a Reznor como su mentor—, Lady Gaga, Fat Dog, Miley Cyrus, ShaunTrack, Kanye West,Gustavo Cerati, Halsey, Aaliyah, St. Vincent, Gary Numan, Deftones, Muse, Helmet, Tool, Health, Skrillex, Slipknot, Linkin Park, Korn. Después del lanzamiento de The Downward Spiral, los artistas mainstream comenzaron a tomar nota del influjo de Nine Inch Nails: David Bowie comparó la influencia de Reznor con la de The Velvet Underground. El cantante de Guns N' Roses, Axl Rose, fue influenciado fuertemente por Nine Inch Nails al cambiar el sonido de su banda a un estilo industrial a mediados de los 90. Bob Ezrin, productor de Pink Floyd, Kiss, Alice Cooper y Peter Gabriel, describió a Reznor en 2007 como un «verdadero visionario» y aconsejó a los artistas aspirantes que tomaran nota de su actitud sin concesiones. Los periodistas musicales han reconocido a Nine Inch Nails por popularizar la música industrial, a pesar de la ambivalencia de Reznor.
El grupo ha recibido cuatro premios de 25 nominaciones, incluyendo dos premios Grammy por las canciones «Wish» y «Happiness in Slavery» en 1993 y 1996 respectivamente. Nine Inch Nails ha recibido dos premios Kerrang!; uno de ellos fue el Kerrang! Icon en 2006, en honor a las contribuciones generales de la banda desde 1988 y su influencia duradera en la música rock. La banda también ha recibido nueve nominaciones de los MTV Video Music Awards por varios de sus videos, incluyendo dos nominaciones por el video musical «Closer» y cinco nominaciones por el video musical «The Perfect Drug», incluyendo Video del Año.
En 1997, Reznor apareció en la lista de la revista Time de las personas más influyentes del año, y Spin lo describió como «el artista más vital en la música». La Recording Industry Association of America certificó las ventas de 10,5 millones de unidades de los álbumes de la banda en los Estados Unidos, lo que representó aproximadamente la mitad de las ventas reportadas de la banda en todo el mundo en ese momento. En 2003, la revista Rolling Stone colocó a The Downward Spiral en el puesto n.º 200 en una lista de 2003 de Los 500 mejores álbumes de todos los tiempos, y al año siguiente clasificó a Nine Inch Nails en el puesto n.º 94 en su lista de Los 100 mejores artistas de todos los tiempos.
En 2019, Reznor y Ross recibieron créditos de composición y producción por el sencillo número uno «Old Town Road» de Lil Nas X, que sampleó su canción «34 Ghosts IV» de Ghosts I-IV. «Old Town Road» rompió el récord de más semanas consecutivas en el número uno en el Billboard Hot 100. Como productores de la canción, Reznor y Ross ganaron un premio CMA al «Evento musical del año», junto con Lil Nas X, el artista invitado Billy Ray Cyrus y el productor YoungKio.
En enero de 2020, después de nominaciones anteriores en 2014 y 2015, Nine Inch Nails —Alessandro Cortini, Robin Finck, Danny Lohner, Trent Reznor, Atticus Ross, Ilan Rubin y Chris Vrenna— fueron nombrados como miembros de la clase 2020 del Salón de la Fama del Rock and Roll.

## Disputas empresariales

### TVT Records
A principios de los años 1990, Nine Inch Nails se vio envuelto en una disputa muy publicitada con TVT Records, el primer sello discográfico que contrató a la banda. Reznor se opuso a los intentos de interferencia del sello con su propiedad intelectual. Finalmente, Nine Inch Nails entró en una empresa conjunta con Interscope Records en la que Reznor renunció a una parte de sus derechos de publicación con TVT Music a cambio de la libertad de tener su propio sello Nothing Records. En 2005, Reznor demandó a su ex amigo y manager John Malm, cofundador de Nothing, por fraude, incumplimiento de contrato y deber fiduciario, y otras reclamaciones. Su relación se cortó formalmente en un tribunal de Nueva York, con daños y perjuicios concedidos a Reznor por más de 3 millones de dólares.
En 2005, a instancias de la quiebra de Prudential Securities, TVT puso en subasta los derechos de las grabaciones de Reznor para el sello. Esta oferta incluía todo el catálogo de TVT, incluido Pretty Hate Machine, y un porcentaje de las regalías de la compañía de publicación de canciones de Reznor, Leaving Hope Music/TVT Music. Rykodisc, que no ganó la subasta pero pudo obtener la licencia de los derechos de Prudential, reeditó el CD descatalogado Pretty Hate Machine el 22 de noviembre de 2005. Ryko también reeditó el CD «Head Like a Hole» y una edición en vinilo de Pretty Hate Machine en 2006. El sello consideró lanzar una edición de lujo, tal como lo había hecho Interscope para The Downward Spiral. Estaban influenciados por Reznor y les gustó la idea, pero no quisieron pagarle por el álbum y la idea fue descartada.

### Universal Music Group
En mayo de 2007, Reznor publicó una publicación en el sitio web oficial de Nine Inch Nails en la que se mostraba escéptico con Universal Music Group —la empresa matriz del sello discográfico de Nine Inch Nails, Interscope Records— por sus planes de precios y distribución para Year Zero. Calificó el precio minorista de Year Zero en Australia de la compañía «ABSURDO», concluyendo que «como recompensa por ser un “verdadero fan” te estafan». Reznor continuó diciendo que odiaba a Interscope, y en años posteriores el «clima» de los sellos discográficos puede tener un impacto cada vez más ambivalente en los consumidores que compran música. La publicación de Reznor, específicamente su crítica a la industria discográfica en general, provocó una considerable atención mediática. En septiembre de 2007, Reznor continuó su ataque a UMG en un concierto en Australia, instando a los fanáticos allí a «robar» su música en línea en lugar de comprarla legalmente. Reznor continuó animando a la multitud a «robar y robar y robar un poco más y dárselo a todos sus amigos y seguir robando».
Reznor anunció el 8 de octubre de 2007 que Nine Inch Nails había cumplido con sus compromisos contractuales con Interscope Records y ahora era libre de proceder como un «agente totalmente libre, libre de cualquier contrato de grabación con cualquier sello». Reznor también especuló que lanzaría el próximo álbum de Nine Inch Nails en línea de manera similar a The Inevitable Rise and Liberation of NiggyTardust!, que produjo. Reznor luego lanzó las primeras nueve pistas de Ghosts I-IV y la totalidad de The Slip en 2008 para descarga gratuita.
En otra publicación en su sitio web, Reznor nuevamente criticó abiertamente a Universal Music Group por impedirle lanzar un sitio web oficial interactivo de remezclas de fans. Universal se negó a alojar el sitio unos días antes de su lanzamiento programado, citando la posible «acusación», en palabras de Reznor, «de que están patrocinando la misma violación técnica de derechos de autor por la que están demandando a [otras compañías de medios]». Reznor escribió en respuesta que se vio «desafiado en el último segundo para encontrar una manera de darle vida a esta idea sin ser salpicado por la orina mientras estas compañías de medios se orinan en los pies». A pesar de estos obstáculos, el sitio web de remixes se lanzó en noviembre de 2007.

### Otras corporaciones
Nine Inch Nails tenía previsto actuar en los MTV Movie Awards de 2005, pero se retiró del programa debido a un desacuerdo con la cadena sobre el uso de una imagen inalterada de George W. Bush como fondo para la interpretación de la banda de «The Hand That Feeds». Poco después, Reznor escribió en su sitio web oficial: «Aparentemente, la imagen de nuestro presidente es tan ofensiva para MTV como lo es para mí». MTV respondió que respetaba el punto de vista de Reznor, pero que se sentía «incómoda» con que la actuación se «construyera en torno a declaraciones políticas partidistas». Una actuación de Foo Fighters reemplazó el horario de Nine Inch Nails en el programa.
Otro incidente en la ceremonia ocurrió en la 56.ª edición de los Premios Grammy en 2014. La banda interpretó «Copy of A» y «My God Is the Sun» con Queens of the Stone Age, Lindsey Buckingham y Dave Grohl hacia el final de la transmisión; sin embargo, la actuación no se mostró completa para la audiencia en casa, ya que los anuncios se habían cortado a mitad de la segunda canción. A pesar de una disculpa del productor Kenneth Ehrlich, Reznor luego criticó duramente la situación.
En 2006, después de ser alertado por un sitio web de fans, Reznor emitió un cese y desistimiento a Fox News Channel por usar tres canciones de The Fragile en el aire sin permiso. Las canciones «La Mer», «The Great Below» y «The Mark Has Been Made» aparecieron en un episodio de War Stories con Oliver North que detalla la Batalla de Iwo Jima. En el blog de Reznor apareció una publicación que decía: «Gracias por llamar la atención sobre Fox News. Se ha emitido una orden de cese y desistimiento. A LA MIERDA Fox News».
Como parte del juego de realidad alternativa que acompañó el lanzamiento de Year Zero, tres canciones del álbum —«My Violent Heart», «Survivalism» y «Me, I'm Not»— fueron «filtradas» intencionalmente antes de su lanzamiento oficial en varios conciertos de Nine Inch Nails en memorias USB. Los archivos de audio de alta calidad circularon rápidamente por Internet, y los propietarios de los sitios web que alojaban los archivos pronto recibieron órdenes de cese y desistimiento por parte de la Recording Industry Association of America, a pesar del hecho de que la campaña viral y el uso de memorias USB fueron sancionados por el sello discográfico de Nine Inch Nails. La fuente que dio la noticia dijo: «Esos malditos imbéciles están llevando a cabo una campaña que la discográfica aprobó».
Según se informa, el ejército estadounidense ha utilizado la música de Nine Inch Nails como tortura musical para quebrar la determinación de los detenidos. Reznor se opuso al uso de su música de esta manera con el siguiente mensaje en la página de inicio del sitio web de Nine Inch Nails: «Es difícil para mí imaginar algo más profundamente insultante, degradante y exasperante que descubrir que la música en la que has puesto tu corazón y alma ha sido utilizada con fines de tortura. Si hay opciones legales que se puedan tomar de manera realista, se perseguirán agresivamente, y cualquier ganancia monetaria potencial se donará a organizaciones benéficas de derechos humanos. Gracias a Dios, este país parece haberse puesto del lado de la razón y podemos dejar atrás el reinado de poder, avaricia, anarquía y locura de la administración Bush».
Aparte de los desacuerdos sobre el uso del material de Nine Inch Nails, algunas corporaciones han descartado contenido debido a la obscenidad percibida. En 2009, Apple rechazó una actualización de la aplicación para iPhone de Nine Inch Nails, NIN: Access, porque encontró que The Downward Spiral contenía «contenido ofensivo u obsceno», refiriéndose al contenido lírico. Reznor criticó su decisión, citando que el audio también estaba disponible a través de la aplicación iTunes.
Un incidente similar que involucró la distribución de contenido digital ocurrió en 2013 cuando Nine Inch Nails relanzó la película original de 1993 Broken en Vimeo. A pocas horas de su lanzamiento, el video fue eliminado debido a que violaba los términos de servicio del servicio con respecto al material que «acosa, incita al odio o representa una violencia excesiva».

## Presentaciones en vivo

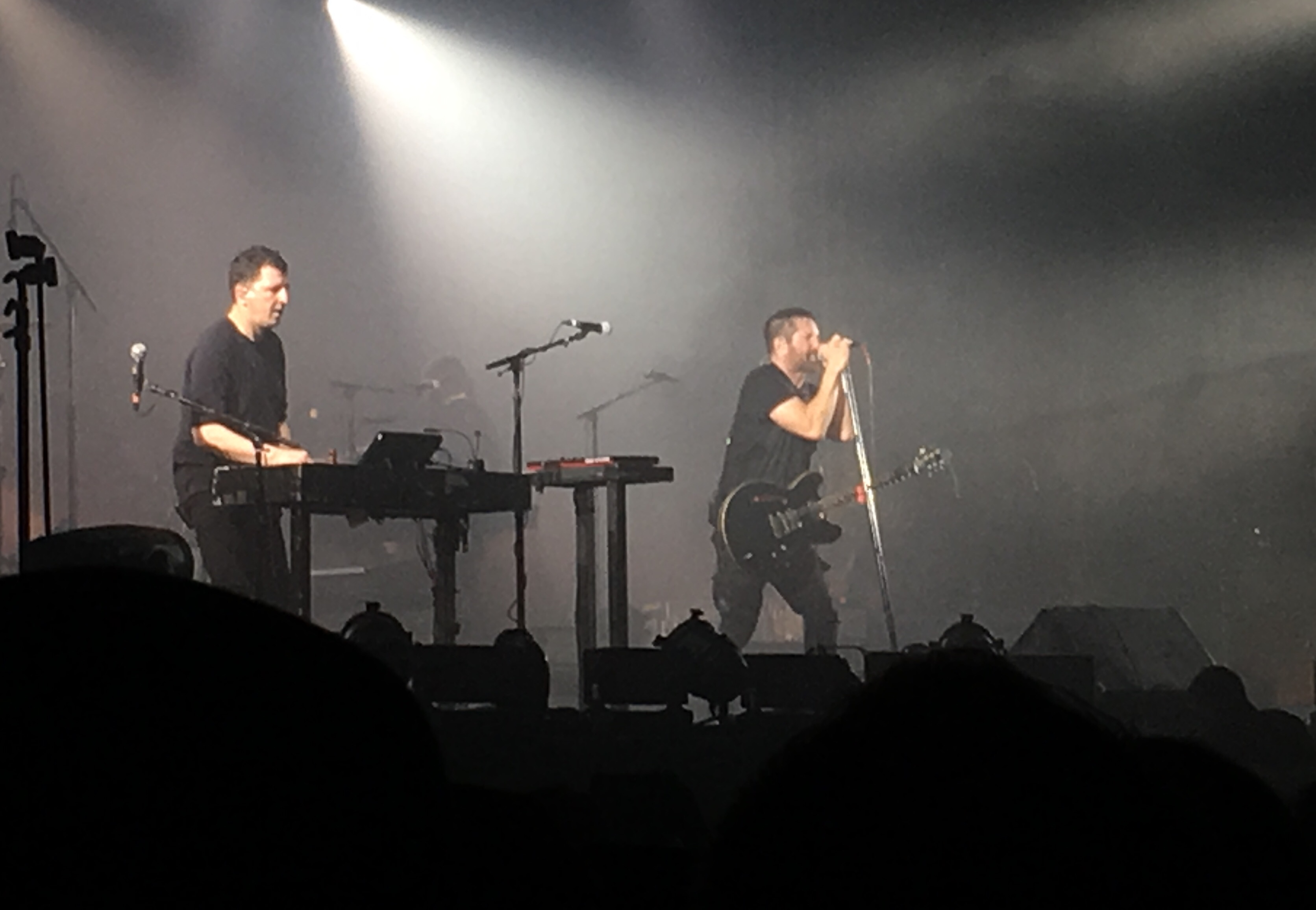
Atticus Ross (izquierda) y Reznor (derecha) presentándose en octubre de 2018.

Hasta que Atticus Ross se unió en 2016, Reznor era el único miembro oficial de Nine Inch Nails. Sin embargo, Reznor sale de gira con un grupo de músicos.
La formación de la banda en vivo a menudo cambia entre giras importantes. Reznor citó el largo período de gestación entre álbumes de estudio como parte de la razón de estos frecuentes cambios de personal, así como su deseo de nuevas interpretaciones de su música. Ocasionalmente, se ha invitado a los miembros de la banda a participar en el proceso de grabación, pero el control creativo dentro del estudio siempre ha estado exclusivamente en manos de Reznor.
El proyecto Tapeworm fue creado en 1995 como un proyecto paralelo de Nine Inch Nails entre Reznor y varios miembros de la banda en vivo como un entorno creativo más «democrático». La banda inicialmente incluía a los miembros de la banda en vivo Danny Lohner y Charlie Clouser, pero finalmente se expandió para incluir a otros colaboradores frecuentes de Nine Inch Nails, Josh Freese, Atticus Ross y Alan Moulder. Sin embargo, después de 9 años de sesiones de estudio, nunca se lanzó oficialmente ningún material del grupo, y se confirmó que ya no estaba activo en 2005.

### Giras
- Pretty Hate Machine Tour Series (1988–1991)
- Self Destruct Tour (1994–1996)
- Fragility Tour (1999–2000)
- Live: With Teeth Tour (2005–2006)
- Performance 2007 Tour (2007)
- Lights in the Sky Tour (2008)
- Wave Goodbye Tour (2009)
- Twenty Thirteen Tour (2013–2014)
- I Can't Seem To Wake Up (2017)
- Cold and Black and Infinite (2018)
- U.S. 2022 & U.K. 2022 (2022)
- Peel It Back Tour (2025)

## Miembros

### Miembros oficiales
- Trent Reznor – voz principal y coros, guitarras, bajo, teclados, sintetizadores, saxofón, piano, programación, batería, percusión (1988-presente)[a]
- Atticus Ross – teclados, sintetizadores, programación, bajo, coros (2016-presente, miembro de sesión desde 2004)[a]

### Alineación de gira adicional
- Robin Finck – guitarras, sintetizadores, teclados, lap steel, violín, coros (1994-1996, 1999-2000, 2008-2009, 2013-presente)[a]
- Alessandro Cortini – bajo, teclados, sintetizadores, guitarras, coros (2005-2008, 2013-presente)[a]
- Josh Freese – batería, marimba (2005, 2005-2008, 2025-presente)

### Exmiembros clave
- Chris Vrenna – batería, percusión, teclados, samplers (1988-1990, 1992-1997)[a][b]
- Richard Patrick – guitarras, coros (1989-1993)[b]
- Jeff Ward – batería (1990-1991; fallecido en 1993)
- James Woolley – teclados, sintetizadores, programación, coros (1991-1994; fallecido en 2016)
- Danny Lohner – bajo, guitarras, sintetizadores, coros (1993-2003)[a][b]
- Charlie Clouser – teclados, sintetizadores, theremin, percusión, programación, coros (1994-2001)[b]
- Jerome Dillon – batería, guitarras (1999-2005)
- Jeordie White – bajo, guitarras, coros (2005-2007)
- Aaron North – guitarras, coros (2005-2007)
- Justin Meldal-Johnsen – bajo, coros (2008-2009)
- Ilan Rubin – batería, percusión, bajo, guitarras, violonchelo, teclados, coros (2008-2009, 2013-2025)[a]

## Discografía
- 1989: Pretty Hate Machine
- 1992: Broken[c]
- 1994: The Downward Spiral
- 1999: The Fragile
- 2005: With Teeth
- 2007: Year Zero
- 2008: Ghosts I-IV
- 2008: The Slip
- 2013: Hesitation Marks
- 2016: Not the Actual Events[c]
- 2017: Add Violence[c]
- 2018: Bad Witch
- 2020: Ghosts V: Together
- 2020: Ghosts VI: Locusts

## Premios y reconocimientos
Nine Inch Nails ha sido nominado a trece premios Grammy y ha ganado premios en dos ocasiones: por «Wish» en 1992 y «Happiness in Slavery» en 1995:
| Año  | Premio                                       | Trabajo                                                  | Resultado |
| ---- | -------------------------------------------- | -------------------------------------------------------- | --------- |
| 1992 | Mejor interpretación de metal                | «Wish»                                                   | Ganador   |
| 1995 | Mejor álbum de música alternativa            | The Downward Spiral                                      | Nominado  |
| 1996 | Mejor interpretación de metal                | «Happiness in Slavery» —versión en vivo en Woodstock 94— | Ganador   |
| 1996 | Mejor canción de rock                        | «Hurt»                                                   | Nominado  |
| 1998 | Mejor interpretación de hard rock            | «The Perfect Drug»                                       | Nominado  |
| 2000 | Mejor álbum de música alternativa            | The Fragile                                              | Nominado  |
| 2000 | Mejor interpretación de metal                | «Starfuckers, Inc.»                                      | Nominado  |
| 2001 | Mejor interpretación vocal de rock masculina | «Into the Void»                                          | Nominado  |
| 2006 | Mejor interpretación de hard rock            | «The Hand That Feeds»                                    | Nominado  |
| 2007 | Mejor interpretación de hard rock            | «Every Day Is Exactly the Same»                          | Nominado  |
| 2009 | Mejor interpretación instrumental de rock    | «34 Ghosts IV»                                           | Nominado  |
| 2009 | Mejor lanzamiento de caja recopilatoria      | Ghosts I–IV                                              | Nominado  |
| 2013 | Mejor álbum de música alternativa            | Hesitation Marks                                         | Nominado  |